# Сайгін Михайло Лук'янович
Сайгін Михайло Лук'янович (мокш. Сайгин Михайила) (* 21 листопада 1913, Єжовка Наровчатського повіту Пензенської губернії — †27 квітня 2007, Саранськ, Республіка Мордовія) — мокшанський письменник, журналіст. Член Спілки письменників СРСР (1962), заслужений письменник Мордовської АРСР (1983), Лауреат Державної премії Мордовської АРСР (1993), Народний письменник Республіки Мордовія (2003).

## Життєпис
Михайло Сайгін народився 21 листопада 1913 року в селі Єжовка Наровчатського повіту Пензенської губернії нині Ковилкінского району Республіки Мордовія в селянській родині.(рос.) Батько — Лука Івановович Сайгін, мати — Анна Дмитрівна. Рано залишився без батьків, з малих років довелося самому заробляти на життя. У селі закінчив чотири класи, улюбленим заняттям було читання.
Закінчив Мордовську радпартшколу (1933), Вищу партійну школу при ЦК КПРС (1954). Вся трудова діяльність пов'язана з журналістикою, партійною роботою, літературною справою. Як активного позаштатного кореспондента його беруть на роботу в Ковилкінску районну газету «Прапор Леніна», а незабаром призначають заступником редактора цієї газети. Потім він трудиться завідувачем відділу у республіканській комсомольській газеті «Комсомолонь вайгяль» («Голос комсомолу», 1937-1941). 
На початку 1941 Михайло Сайгін був призваний до лав Радянської Армії, де його й застала Друга світова війна. У 1943 році він закінчив Пушкінське танкове училище. Воював на 1-му Українському та 1-му Білоруському фронтах, був командиром танкового взводу та роти. З Першою Гвардійською Червонопрапорною танковою армією пройшов з боями від Курського битви до Берліна.
У 1949 Михайло Сайгін закінчив Горьківську міжобласну партійну школу. Був завідувачем відділом республіканської газети «Мокшень правда» (1949-1950), інструктором обкому КПРС з друку (1950-1956). У 1954 році закінчив Вищу партійну школу при ЦК КПРС. 
У листопаді 1957 вступив у Союз журналістів СРСР. З 1958 по 1970 працював відповідальним редактором та редактором журналу «Мокша». 
Член Союзу письменників СРСР (1962). Народний письменник Республіки Мордовія (2003), заслужений письменник Мордовської АРСР (1983), лауреат Державної премії Мордовської АССР (1993).
Помер Михайло Сайгін 27 квітня 2007 року у Саранську.

## Творчість
Початок творчої діяльності Михайла Сайгіна відноситься до кінця 30-х років. З 1937 року в газеті «Комсомолонь вайгяль» починає публікувати вірші.
У період війни, перебуваючи на фронті, письменник пише нариси. Як правило, герої його нарисів — прості воїни, що виконують свій обов'язок.
У післявоєнні роки пише прозу. Оригінальні розповіді, повісті Сайгіна, присвячені художньому дослідженню низки соціально-побутових проблем, питань післявоєнного відновлення народного господарства (повісті «Старий адреса», «Материнське серце», оповідання «Мундштук», «Батьків син» тощо). Окремими виданнями випустив: «Расскаст» («Оповідання», 1955), «Лихтибря» («Джерело», 1962), «Ёжу калня» («Хитра рибка», 1966), російською мовою «Яблуня» (1959), «Хоробрий йорж» (1968) та інші.
Велику популярність здобули трилогії Сайгіна. Перша трилогія — романи «Давол» («Ураган», 1974), «Крхка ункст» («Глибоке коріння», 1976), «Ляпе кожф» («Теплий вітер», 1980). Друга трилогія — «Стака паваз» («Важке щастя», 1988-1993) удостоєна Державної премії Мордовії (1993). Трилогія увібрала в себе широку картину бурхливих суспільних, політичних, економічних рухів, духовні пошуки селянства в умовах переломного часу, соціально-побутові замальовки краю. 
У 1997 році опублікований роман «Розломи» російською мовою. 
Твори Михайла Сайгіна перекладені російською, чуваською, карельською, удмуртською, марійською та іншими мовами.

## Нагороди та звання
- Заслужений письменник Мордовської АРСР (1983);
- Лауреат Державної премії Мордовської АССР (1993);
- Народний письменник Республіки Мордовія (2003);
- Орден Вітчизняної війни I-го ступенів;
- Орден Вітчизняної війни II-го ступенів;[5]
- Медаль «За перемогу над Німеччиною у Великій Вітчизняній війні 1941—1945 рр.»;
- Медаль «За взяття Берліна».